# Martín de Garay y Perales
Martín de Garay y Perales Martínez de Villela y Franco (el Puerto de Santa María, província de Cadis, 26 de gener de 1771 - la Almunia de Doña Godina, 7 de desembre de 1822) va ser un infantó, cavaller gran creu de l'orde de Carles III, economista, secretari de la Junta Suprema (1808), ministre d'Hisenda i conseller d'estat.

## Biografia
Nascut a el Puerto de Santa María en 1771, era fill del capità Martín de Garay y Martínez Villela de Acha y Hernando Avendaño, i de Sebastiana Perales y Franco, Mercado i Fernández de Moros, filla del baró de la Torre. Va ser comptador de l'Exèrcit de Catalunya (1799), intendent de Múrcia (1804) i Extremadura (1805), i secretari d'Estat interí de la Junta Central, on destacà per la seva tasca en les relacions internacionals amb Anglaterra i la convocatòria de Corts de 1810.
De 1810 a 1813 va romandre a Cadis on va formar part del Consell d'Estat. Va emetre l'informe sobre el Tractat de mediació de Gran Bretanya en la insurrecció americana i el del tabac desestancat etc. Després del retorn de Ferran VII fou nomenat protector del Canal Imperial d'Aragó. Tot i que era liberal i amic de Jovellanos, això no va impedir que Ferran VII d'Espanya el nomenés ministre d'Hisenda (1816) per evitar la fallida de la Monarquia.
Va redactar dues memòries: una solució dels problemes de la Hisenda i una altra sobre el sistema de crèdit públic. Va establir el primer pressupost de l'Estat espanyol. Va pretendre la reducció de la despesa pública i l'increment dels ingressos mitjançant un impost directe que gravaria la noblesa i els alts funcionaris.
Els privilegiats van impedir que prosperés la Reforma de Garay i el rei el va destituir en 1818. Aleshores va marxar a La Almunia i a Saragossa, on va continuar al capdavant dels canals d'Aragó. En 1820, a l'inici del trienni liberal, va tornar a Madrid per formar part del Consell d'Estat, però a causa de la tuberculosi va tornar a La Almunia de Doña Godina,on hi va morir el 1822.